# مارسيو فرناندس (لاعب كرة قدم)
مارسيو فرناندس (بالبرتغالية: Márcio Fernandes) هو لاعب كرة قدم ومدرب كرة قدم برازيلي في مركز الهجوم، ولد في 24 مارس 1962 في سانتوس، ساو باولو في البرازيل. لعب مع سانتو أندريه ونادي سانتوس ونادي فيروفياريا.